# MetaWeblog
MetaWeblog API — интерфейс программного обеспечения, созданный Дэйвом Уайнером (англ. Dave Winer), который позволяет писать, редактировать и удалять записи в блоге с помощью специальных методов.
Этот API реализован как XML-RPC сервис, имеющий пять методов, с говорящими за себя названиями:
- metaWeblog.newPost()
- metaWeblog.getPost()
- metaWeblog.editPost()
- metaWeblog.getCategories()
- metaWeblog.getRecentPosts()
- metaWeblog.newMediaObject()

Эти методы принимают аргументы, которые определяют логин и пароль автора блога, вместе с информацией, относящейся к индивидуальному входу в блог.
Стимулом к созданию этого API в 2002 было преодоление ограничений Blogger API, сделанного для этих же целей.
Другой API для работы с блогами, Atom Publishing Protocol стал интернет стандартом IETF (RFC 5023) в октябре 2007 года.
Существует множество блог-клиентов, CMS и блог-платформ с поддержкой MetaWeblog API.

## ПО с поддержкой MetaWeblog API

### CMS и блог-платформы
- b2evolution
- bBlog
- BLOG:CMS
- Blojsom
- Blox.pl
- Community Server
- dasBlog
- DotNetNuke
- Drupal
- Elgg
- Expression Engine
- Jahia
- Kaywa
- Mac OS X Server Wiki Server
- Mephisto
- Microsoft Office SharePoint Server 2007
- Midgard
- mojoPortal
- Movable Type 2.1+
- MyOpera
- OboLog
- Pebble
- Pivotlog
- Rollerweblogger
- Quick Blog
- Serendipity weblog
- Subtext
- TIMTAB
- WordPress
- Сферы Windows Live

### Клиенты
- Blogert
- BlogJet
- BloGTK
- BlogWizard
- Bloxer
- Chrysanth WebStory
- dotPost
- ecto
- Elicit
- Emacs (пакет дополнений: metaweblog)
- Feed Mix
- Gnome Blog
- Journler
- KBlogger
- Girasol Alive Blog Writer
- Kablog
- MBloxer
- MozBlog
- ScribeFire (Расширение для Firefox)
- PostXING
- PowerBlog
- Semagic
- Qumana
- RocketPost
- w.bloggar
- Редактор блогов Windows Live
- Adobe Contribute